# Flaminia Cinque
Flaminia Cinque est une actrice britannique née le 20 août 1964 à Cambridge en Angleterre.

## Filmographie

### Cinéma
- 1992 : Road Trip : la belle Italienne
- 2000 : Room to Rent : Margreta
- 2003 : Ce dont rêvent les filles : la traiteuse
- 2004 : Bridget Jones : L'Âge de raison : la réceptionniste de l’hôpital (1 épisode)
- 2006 : Wednesday : Janice
- 2007 : Les Vacances de Mr Bean : la femme de chambre
- 2007 : Cake : Giulina
- 2010 : Donne-moi ta main : Carla
- 2010 : Estranged
- 2011 : Attack the Block : l'Italienne
- 2012 : Tezz : la cinquième passagère
- 2012 : The Knot : Mme Fernandez
- 2016 : Worst Fears : Janice
- 2018 : Le Dog Show : le gérant de la SPA
- 2018 : Brothers of Italy : Maddalena Petrucco
- 2019 : Thomas et ses amis: Digs & Discoveries : Ester et Dame Bella Canto
- 2019 : Holy Cannelloni : Mamma Rosa
- 2020 : Made in Italy : la propriétaire de l’épicerie
- 2022 : Accident Man 2 : Mme Zuuzer

### Télévision
- 1990 : Gophers! : Lillian Gopher et Merv Wombat (4 épisodes)
- 1990 : Freddie and Max : Isabel (4 épisodes)
- 1990 : En plein cœur : Sally
- 1992 : The Pall Bearer's Revue (4 épisodes)
- 1992 : Me, You and Him : la propriétaire de la pizzeria (1 épisode)
- 1993 : KYTV : la première assistante (1 épisode)
- 1995 : My Good Friend : la serveuse (4 épisodes)
- 1998 : The Bill : Olivia (1 épisode)
- 1998 : Inspecteur Wexford : Kate (2 épisodes)
- 2000 : Amandine Malabul : Mme Semolina (1 épisode)
- 2000 : Blue Murder : Carla
- 2001 : The Savages : Maria (4 épisodes)
- 2005 : Les Arnaqueurs VIP : la réceptionniste de l'hôpital (1 épisode)
- 2005 : Meurtres en sommeil : Rebecca Fairclough (2 épisodes)
- 2005-2015 : Casualty : Elaine Buono et Beth Mather (2 épisodes)
- 2006 : Ultimate Force : Mme Guggenheim (1 épisode)
- 2007 : Affaires non classées : Tina Anstead (1 épisode)
- 2008-2020 : Doctors : May James, Rita Holdswell, Inez De la Candia et Diedre Hunter (4 épisodes)
- 2009 : Criminal Justice : une prostituée (1 épisode)
- 2010 : Married Single Other : Fernanda (1 épisode)
- 2010 : Ashes to Ashes : Rhonda (1 épisode)
- 2010 : Any Human Heart : Mme Mountstuart (3 épisodes)
- 2011 : Tinga Tinga Tales : Flamingo (4 épisodes)
- 2011 : Flics toujours : Yolanda Halsey (1 épisode)
- 2011 : Fresh Meat : Anna (1 épisode)
- 2016 : Molly, une femme au combat : la mère d'Elvis (1 épisode)
- 2017 : Man in an Orange Shirt : Rita (1 épisode)
- 2018 : EastEnders : DC Allingham (1 épisode)
- 2019 : Thomas et ses amis : Ester et Dame Bella Canto (5 épisodes)
- 2020 : Alex Rider : la femme de ménage (1 épisode)
- 2020 : Trickster : la narratrice (8 épisodes)
- 2020 : Les Hauts de Hurlevent : Zillah (2 épisodes)